# Hypsibius
Genre

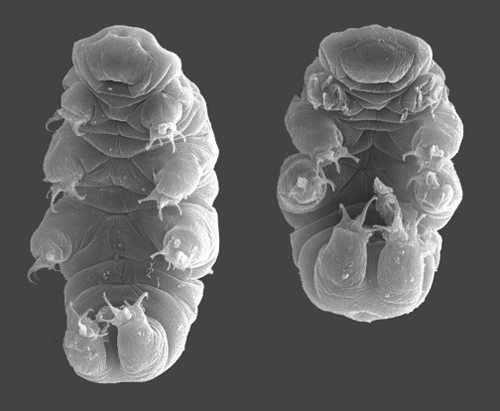
Hypsibius dujardini

Hypsibius est un genre de tardigrades de la famille des Hypsibiidae.

## Liste des espèces
Selon Degma, Bertolani et Guidetti, 2017 :
- Hypsibius allisoni Horning, Schuster & Grigarick, 1978
- Hypsibius antonovae (Biserov, 1990)
- Hypsibius arcticus (Murray, 1907) (proposé au genre Ramazzottius[2])
- Hypsibius biscuitiformis Bartoš, 1960
- Hypsibius calcaratus Bartoš, 1935
- Hypsibius camelopardalis Ramazzotti & Maucci, 1983
- Hypsibius choucoutiensis Rahm, 1937
- Hypsibius conifer Mihelčič, 1938 (proposé au genre Ramazzottius[2])
- Hypsibius convergens (Urbanowicz, 1925)
- Hypsibius conwentzii Kaczmarek, Parnikoza, Gawlak, Esefeld, Peter, Kozeretska & Roszkowska, 2017
- Hypsibius dujardini (Doyère, 1840)
- Hypsibius fuhrmanni (Heinis, 1914) (suspecté d'invalidité[2])
- Hypsibius giusepperamazzotti Sudzuki, 1975
- Hypsibius heardensis Miller, McInnes & Bergstrom, 2005
- Hypsibius hypostomus Bartoš, 1935
- Hypsibius iskandarovi Tumanov, 1997
- Hypsibius janetscheki Ramazzotti, 1968
- Hypsibius klebelsbergi Mihelcic, 1959
- Hypsibius kunmingensis Yang, 2002
- Hypsibius macrocalcaratus Beasley, 1988
- Hypsibius maculatus Iharos, 1969
- Hypsibius marcelli Pilato, 1991
- Hypsibius microps Thulin, 1928
- Hypsibius montanus Iharos, 1940
- Hypsibius morikawai Ito, 1995
- Hypsibius multituberculatus Pilato, Binda & Lisi, 2003
- Hypsibius novaezeelandiae Pilato & Binda, 1997
- Hypsibius pachyunguis Maucci, 1996
- Hypsibius pallidus Thulin, 1911
- Hypsibius pallidoides Pilato, Kiosya, Lisi, Inshina & Biserov, 2011
- Hypsibius pedrottii Bertolani, Manicardi & Gibertoni, 1987
- Hypsibius pradellii Bertolani & Rebecchi, 1996
- Hypsibius ragonesei Binda & Pilato, 1985
- Hypsibius roanensis Nelson & McGlothlin, 1993
- Hypsibius runae Bartoš, 1941
- Hypsibius scaber Maucci, 1987
- Hypsibius scabropygus Cuénot, 1929
- Hypsibius septulatus Pilato, Binda, Napolitano & Moncada, 2004
- Hypsibius seychellensis Pilato, Binda & Lisi, 2006
- Hypsibius shaanxiensis Li & Li, 2008
- Hypsibius stiliferus Abe, 2004
- Hypsibius thaleri Dastych, 2004
- Hypsibius valentinae Pilato, Kiosya, Lisi & Sabella, 2012

Une étude de 2018 identifie l'espèce de laboratoire Hypsibius exemplaris comme distincte d'Hypsibius dujardini.

## Publication originale
- Ehrenberg, 1848 : Fortgestze Beobachtungen über jetzt herreschende atmospärische mikroscopische etc. mit Nachtrag und Novarum specierum Diagnosis. Bericht über die zur Bekanntmachung geeigneten Verhanlungen der Koniglichen Preussischen Akademie der Wissenschaften zu Berlin, vol. 13, p. 370–381.